# Barrage du Verdon
Pour les articles homonymes, voir Verdon.
Le barrage du Verdon, situé à 6 km au sud-est de Cholet (Maine-et-Loire) tout comme son voisin de Ribou, appartient à l'agglomération du Cholet. Il forme le lac du Verdon.

## Apparence
Le barrage proprement dit est constitué de deux ensembles :
- une digue courbe grande longueur en enrochements côté amont, présentant un talus herbeux face aval ;
- un cœur renforcé sous forme de six voûtes de béton.

La retenue, d'une surface de 220 ha, s'étire jusqu'à Maulévrier, en limite des Deux-Sèvres. La pêche y est tolérée de même, qu'en belle saison, la voile. Le reste des activités est soumis à plus fortes restrictions qu'au barrage de Ribou.
Ceci est justifié par le classement en zone naturelle d'intérêt écologique, faunistique et floristique (ZNIEFF) du périmètre. On y a en effet dénombré plus de 200 espèces de migrateurs à l'année.

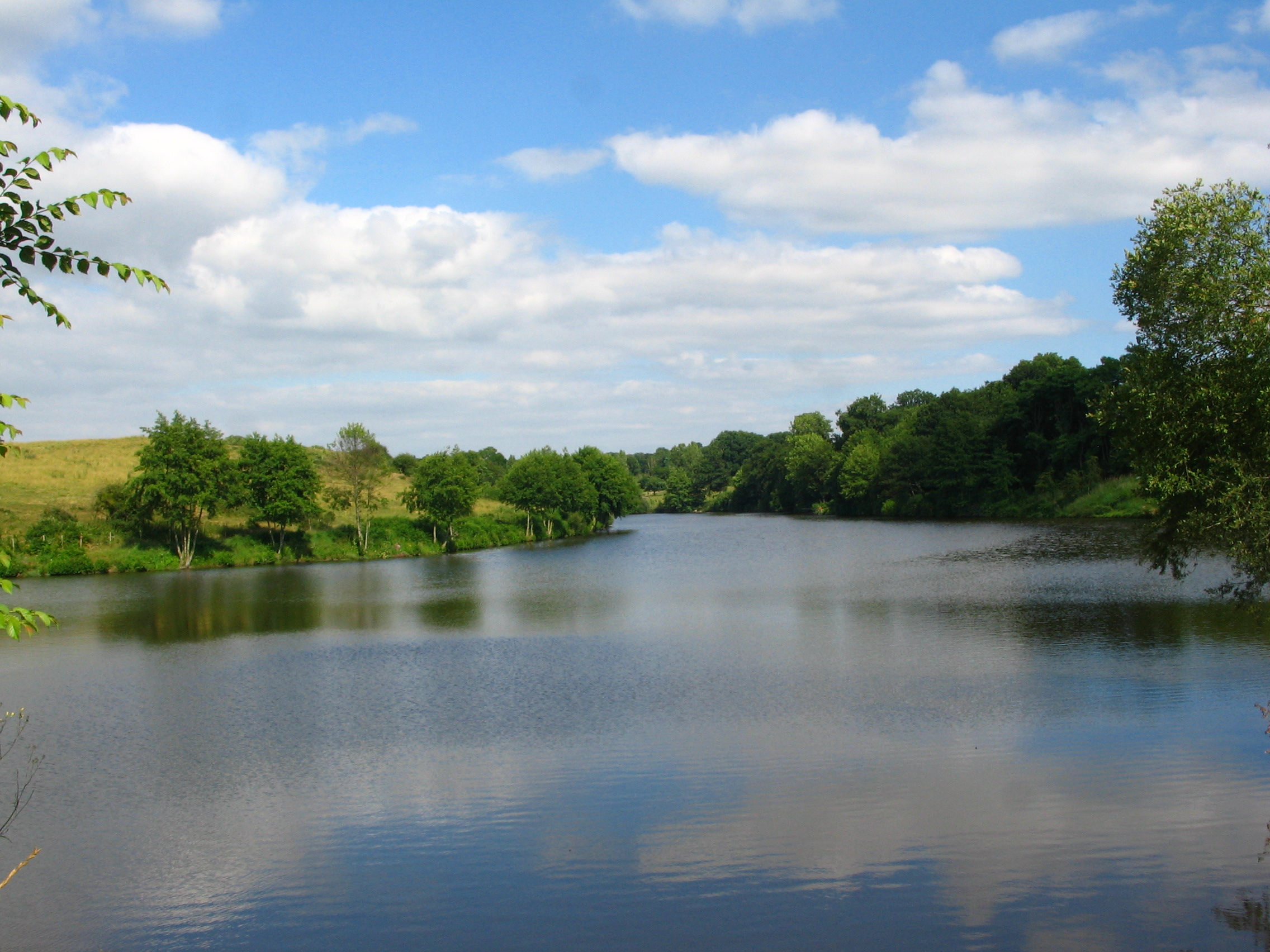
Un aspect plus sauvage que le lac de Ribou.
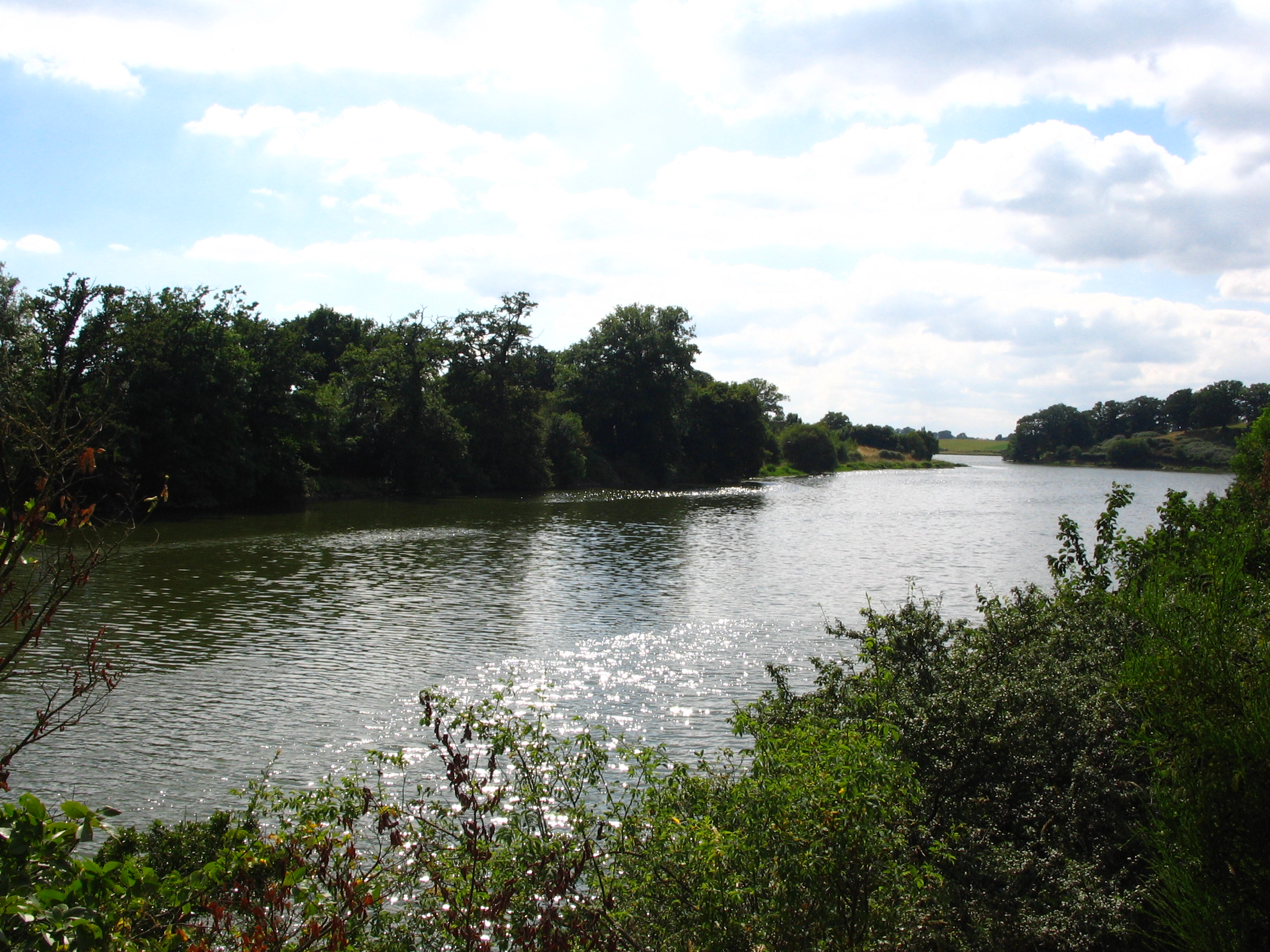

## Hydronymie
Le nom du Verdon vient du terme préceltique vara, qui sert à désigner l’eau.